# Cultura Tarija
La Cultura Tarija fue una cultura/sociedad perteneciente al período formativo y sociedades regionales, cuyo origen se remonta a la sedentarización y desarrollo de los asentamientos humanos en el Valle Central de Tarija, territorio que actualmente corresponde al sureste de Bolivia.
La influencia regional de ésta cultura, según Dick Ibarra Grasso (1957), puede evidenciarse en los diaguitas del Norte chileno.

## Asentamientos y arquitectura
Se extendían desde distintas poblaciones del Valle, como: Tomatas Grande, Canasmoro, Uriondo, San Lorenzo, Chaguaya, entre otros.
Estas poblaciones abarcaron la mayor parte de la extensión del valle central, estaban divididas en funciones que desarrollaban con especialización. De entre las cuales existían: asentamientos agrícolas (Canasmoro, San Mateo), religiosos (Rosillas) y defensivos (El Saire). 
Durante los trabajos arqueológicos realizados durante los 80s y principios de 90s (Arrellano: 1984), fue dada una pequeña descripción sobre su arquitectura general:

"Las construcciones de los recintos fueron hechas con piedra trabajada y mortero de barro y los sitios se encuentran en terrazas creadas por el río Guadalquivir. También se pueden ver restos de agricultura extensiva en las partes bajas de Lomas de Concepción."

El material de las construcciones correspondía a las piedras extraídas de las canteras locales, éstas eran talladas en forma rectangular, y unidas entre sí con mortero de barro.
Las construcciones en los sitios urbanos están relacionadas entre sí, a modo que las salidas convergan en un patio común, y este mismo guíe a otros senderos que conecten con los diferentes complejos.
Entre los variados sitios arqueológicos se puede destacar a San Mateo y Canasmoro, sitios poblacionales de alta densidad; con construcciones circulares y cuadrangulares, y recintos rectangulares. Según el material cerámico y antropológico, estos últimos fueron utilizados de forma templaria.

## Historia
Los vestigios de la presencia de grupos humanos (nómadas) en el valle central tarijeño queda registrada en rastros arqueológicos, como el “Hombre de San Luis”, fechado entre los años 6000 y 5000 a. C..
En posterioridad, se daría la sedentarización del valle entre el III milenio a. C, los vestigios precursores de la Cultura Tarija son pertenecientes a la Cultura "Tarija Inciso", caracterizada por sus poblaciones en el altiplano de Sama, y en el mismo valle central.
La precursora Tarija Inciso correspondería a la fase incipiente de la cultura tarijeña, siendo la primera perteneciente al período formativo.
En el período de culturas regionales tempranas (500 - 1000 d. C.) ocurriría la transición de la cultura "Tarija Inciso", pasando a una producción intensiva de alimentos, cerámica e instrumentos líticos; poseyendo enclaves agrícolas y ciudades densamente pobladas con construcciones varias.
La razón de la presencia cerámica "Yavi-Chicha" en sitios concretos, es explicada por el caravaneo extensivo de llamas por los chichas en tiempos pre-incaicos; como comerciantes, los pastores, habrían intercambiado tiestos con diferentes técnicas alfareras, siendo una de ellas el estilo "Yavi-Chicha"; empero la mayoría de restos cerámicos (de la zona en cuestión) son pertenecientes a la Cultura Tarija, con estilos alfareros, tecnológicos y decorativos; distintos y propios.
Hecho también, que la cerámica "Yavi-Chicha" se encuentra en estratos más recientes (1200-1400-1539), en relación con la estratigrafía y datación de los tiestos "Tarija" (500-1000-1100).
En cuanto, Cultura Tarija, desapareció casi de forma instantánea cuando los incas invadieron e iniciaron una ley de exterminio y etnocidio a las tribus tarijeñas, reprimiéndolas y masacrándolas; a los que se les dejó vivir, fueron puestos en las fortalezas o pucaras (corral o cercas) que lograrían construir los incas o que usarían construcciones nativas como fortalezas; posteriormente las tribus vivientes serían llevadas al Imperio Inca donde fueron esparcidas a lo largo y ancho de este imperio como mitimaes (siervos esclavos guerreros), yanaconas y piñas (esclavos), posteriormente se daría el despoblamiento completo del territorio de las tribus (valle y zona alta de Tarija).

## Cerámica
La cerámica Tarija representa la evolución de las concepciones decorativas, dadas desde el formativo (Tarija Inciso). Se encuentran relacionadas con las naciones y poblados chaqueños (tanto pre-ava como guaraníticos) y son pertenecientes al macro-conjunto cerámico meridional que envuelve a los estilos Yaví, Chicha y Tarija. 

### Tarija inciso
La cerámica incisa constaba de un engobado rojizo, decorada con motivos geométricos, puntos y líneas en forma de zig‐zag.

### Tarija policromo
Perteneciente al período de desarrollos regionales tempranos, constaba de un color claro de fondo y dibujos en rojo y negro, formando figuras geométricas contrapuestas, convivían motivos tanto de líneas rectas como curvas.

#### Expresiones del 'tarija policromo'
- negro sobre rojo.
- negro sobre anaranjado.
- negro y blanco sobre rojo.
- negro y blanco sobre anaranjado.